# Carlos Lima
Carlos Lima, detto Calú (20 settembre 1983), è un ex calciatore capoverdiano, di ruolo centrocampista.

## Carriera

### Nazionale
Ha esordito in Nazionale nel 2013.